# Leptosciarella parcepilosa
Leptosciarella parcepilosa är en tvåvingeart som först beskrevs av Gabriel Strobl 1900.  Leptosciarella parcepilosa ingår i släktet Leptosciarella och familjen sorgmyggor.
Artens utbredningsområde är Kroatien. Inga underarter finns listade i Catalogue of Life.